# Mark McKoy
Mark McKoy (* 10. Dezember 1961 in Georgetown, Guyana) ist ein ehemaliger kanadischer (später österreichischer) Hürdenläufer und Sprinter, dessen Spezialdisziplin der 110-Meter-Hürdenlauf war.
Der aus der Karibik stammende McKoy verbrachte seine Kindheit in England und kam als Jugendlicher nach Kanada. Zum ersten Mal erregte der Hürdensprinter internationales Aufsehen bei den Commonwealth-Spielen 1982, bei denen er Gold gewann. Bei den Weltmeisterschaften 1983 in Helsinki kam er ins Finale und wurde Vierter. Diesen undankbaren Platz belegte er auch bei den Olympischen Spielen 1984 in Los Angeles. Bitter endeten für ihn nach weiteren Finalteilnahmen in den Zwischenjahren die Olympischen Spiele 1988 in Seoul. Nach der wegen Dopings erfolgten Disqualifikation seines kanadischen Sprintkollegen Ben Johnson trat das kanadische Team in der 4-mal-100-Meter-Staffel nicht mehr an. Im Hürdenlauf wurde er, nachdem er in eine Hürde getreten war, nur Siebter. Er geriet ebenso wie Johnson unter Dopingverdacht, welcher sich schließlich bestätigte. Daraus resultierte eine zweijährige Sperre.
Zu den Weltmeisterschaften 1991 in Tokio kehrte er in den Leistungssport zurück und wurde wie schon so oft Vierter. Erst die Olympischen Spiele 1992 in Barcelona brachten schließlich Genugtuung nach einer zehnjährigen von Höhen und Tiefen geprägten Karriere: McKoy wurde Olympiasieger.
Während seiner zweijährigen Sperre war McKoy nach Österreich umgesiedelt und startete nach seiner Einbürgerung 1994 noch einige Male für den österreichischen Verband. Mark McKoy hält seit 1986 außerdem den Hallenweltrekord über die selten gelaufene Distanz von 50 Meter Hürden.

## Persönliche Bestzeiten
- 50 m (Halle): 5,78 s, 7. Februar 1996, Moskau
- 60 m (Halle): 6,49 s, 6. März 1993, Karlsruhe
- 100 m: 10,08 s, 2. Juli 1993, Villeneuve-d’Ascq
- 50 m Hürden (Halle): 6,25 s, 5. März 1986, Kōbe (Weltrekord)
- 60 m Hürden: 7,41 s, 14. März 1993, Toronto
- 110 m Hürden: 13,08 s, 2. Juli 1993, Villeneuve-d’Ascq